# Klaudyna Mikołajczyk
Klaudyna Mikołajczyk (ur. 21 lutego 1981 w Krakowie) – polska snowboardzistka, reprezentantka i mistrzyni Polski, brązowa medalistka Zimowej Uniwersjady (2001).

## Kariera sportowa
Była zawodniczką AZS AWF Kraków i AZS Politechniki Krakowskiej. W 1999 została mistrzynią świata juniorek w kombinacji (federacji ISF), w tej samej konkurencji zdobyła także złoty medal mistrzostw świata juniorów w 2000. W 2000 zwyciężyła w zawodach Trofeo Topolino w konkurencji half pipe. W 2001 została brązową medalistką Zimowej Uniwersjady w snowboardcrossie.
Wielokrotna medalistka Mistrzostw Polski:
- 1996: halfpipe – srebro,
- 1997: freestyle – złoto, kombinacja – srebro
- 1998: halfpipe – srebro, kombinacja – brąz
- 1999: slalom równoległy – brąz
- 2000: Kombinacja – brąz
- 2002: snowboardcross – złoto,
- 2003: snowboardcross – srebro, halfipe – srebro,
- 2004: snowboardcross – brąz, halfpipe – brąz.

W 2007 ukończyła studia na Wydziale Architektury i Urbanistyki Politechniki Krakowskiej.